# Ida Nilsen
Ida Nilsen es una cantante, compositora y música indie pop canadiense. Ella ha sido miembro de la banda Radiogram, The Violet Archers, The Beans, The Gay, The Buttless Chaps Buttless y The Choir Practice, y ha aparecido como música invitada en álbumes de P:ano, Jerk With a Bomb, Montag y Veda Hille.
Formó su propia banda, Great Aunt Ida, en 2003. Esa banda lanzó su álbum debut, Our Fall, en 2005. El segundo álbum de Great Aunt Ida How They Fly fue lanzado en el Railway Club en Vancouver el 21 de septiembre de 2006. En una revisión favorable, la crítica Jennifer Van Evra escribió, "el álbum es al mismo tiempo cálido y los arreglos del disco le dan un poder sutil".

## Discografía
- Our Fall (2005)
- How They Fly (2006)
- Nuclearize Me (2011)
- Unsayable (2021)